# 1968 في فرنسا
فيما يلي قوائم الأحداث التي وقعت خلال عام 1968 في فرنسا.

## أحداث
- 6 فبراير – الألعاب الأولمبية الشتوية 1968
- 1 يناير – أحداث مايو 1968 في فرنسا

## سياسة

### تعيين في المنصب
- 11 يوليو – مارسيل داسو نائب فرنسي.
- 11 يوليو – إيتيان فاجون نائب فرنسي.
- 11 يوليو – برنار ديستريمو نائب فرنسي.
- 11 يوليو – فرنسوا ميتران نائب فرنسي.
- 11 يوليو – كريستيان بونسليه نائب فرنسي.
- 11 يوليو – كريستيان بونيت نائب فرنسي.
- 11 يوليو – مارسيل داسو نائب فرنسي.
- 2 أكتوبر – آلان بوهر رئيس مجلس الشيوخ الفرنسي  [لغات أخرى]‏.

### انتهاء فترة المنصب
- 30 مايو – مارسيل داسو نائب فرنسي.
- 22 مايو – إيدغار بيزاني نائب فرنسي.
- 30 مايو – إيتيان فاجون نائب فرنسي.
- 30 مايو – برنار ديستريمو نائب فرنسي.
- 30 مايو – جورج بونيت نائب فرنسي.
- 30 مايو – فرنسوا ميتران نائب فرنسي.
- 30 مايو – كريستيان بونسليه نائب فرنسي.
- 30 مايو – كريستيان بونيت نائب فرنسي،نائب فرنسي.
- 30 مايو – مارسيل داسو نائب فرنسي.
- 10 يوليو – جورج بومبيدو رئيس الوزراء الفرنسي.

## رياضة
- 1 يناير – دورة فرنسا المفتوحة 1968
- 7 يوليو – جائزة فرنسا الكبرى 1968 الفائز جاكي إيكس.

## أفلام
من الأفلام التي صدرت هذه السنة في فرنسا:
- 14 أغسطس – قبلات مسروقة من إخراج فرانسوا تروفو.

## مواليد

### يناير
- 1 يناير – جيروم فيراري
- 1 يناير – نجاة عطية مغنية تونسية.
- 9 يناير – ستيفان جرينيير لاعب كرة مضرب فرنسي.
- 17 يناير – ماتيلد سيغنر ممثلة فرنسية.
- 22 يناير – فرانك لوبوف لاعب كرة قدم فرنسي.
- 27 يناير – باتريك بلوندو لاعب كرة قدم فرنسي.

### فبراير
- 9 فبراير – فريدريك ميريو لاعب كرة قدم فرنسي.
- 17 فبراير – جيروم غناكو لاعب كرة قدم فرنسي.
- 25 فبراير – ساندريني كيبرلاين ممثلة فرنسية.

### مارس
- 9 مارس – يوري دجوركاييف لاعب كرة قدم فرنسي.
- 24 مارس – غيوم لو توز كاتب فرنسي.
- 26 مارس – لوران بروتشارد درّاج طريق فرنسي.
- 28 مارس – ألان كافيليا لاعب كرة قدم فرنسي.
- 31 مارس – يان موا

### أبريل
- 7 أبريل – جيرارد سولفز لاعب كرة مضرب فرنسي.
- 7 أبريل – كريستوف اوهرل لاعب كرة قدم سويسري.
- 17 أبريل – جيم بلبا لاعب كرة سلة فرنسي.

### مايو
- 1 مايو – توماس دافي دراج فرنسي.
- 9 مايو – ماري جوزيه بيريس
- 16 مايو – جوديث هنري
- 24 مايو – فنسنت دوفور لاعب كرة قدم.
- 30 مايو – زكريا موسوي عضو فرنسي مغربي في تنظيم القاعدة.

### يونيو
- 26 يونيو – أرماند دي لاس كويفاس درّاج طريق فرنسي.

### يوليو
- 19 يوليو – لوران براديس لاعب كرة مضرب فرنسي.
- 23 يوليو – جان مارك تشانيليت لاعب كرة قدم فرنسي.

### أغسطس
- 5 أغسطس – مارين لوبان سياسية فرنسية وبرلمانية أوروبية.

### سبتمبر
- 3 سبتمبر – كريستوف مانجن درّاج طريق فرنسي.
- 6 سبتمبر – ألكسندر ديل فالي
- 10 سبتمبر – فلورنس ديفوار
- 17 سبتمبر – أخناتون
- 22 سبتمبر – باسكال فوجير لاعب كرة قدم فرنسي.
- 26 سبتمبر – فريديريك مونكاسين درّاج طريق فرنسي.
- 30 سبتمبر – هيرفي رونار لاعب كرة قدم و مدرب المنتخب الوطني المغربي.

### أكتوبر
- 10 أكتوبر – لوران دوهاميل حكم كرة قدم فرنسي.
- 15 أكتوبر – ديدييه ديشان لاعب كرة قدم فرنسي.
- 16 أكتوبر – ايلسا ستيانر ممثلة فرنسية.
- 25 أكتوبر – جيل جاكيه
- 28 أكتوبر – فرانسوا سيمون درّاج طريق فرنسي.

### نوفمبر
- 7 نوفمبر – ميشيل بافون
- 27 نوفمبر – مايكل فارتان
- 30 نوفمبر – لوران جالابير درّاج طريق فرنسي.

### ديسمبر
- 2 ديسمبر – ديفيد رجيس لاعب كرة قدم فرنسي.
- 9 ديسمبر – الكسندر ثارود عازف بيانو فرنسي.

## وفيات

### يناير
- 1 يناير – روبرت جولي (مواليد 1887)
- 9 يناير – لويس أوبيرت (مواليد 1877) ملحن فرنسي.
- 15 يناير – ماريا فرانسيسكا من أورليان-براغانزا (مواليد 1914)

### مارس
- 2 أكتوبر – مارسيل دوشامب (مواليد 1887)
- 14 أغسطس – مارسيل ثيل (مواليد 1904) ملاكم فرنسي.
- 18 مارس – مارسيل بينل (مواليد 1908) لاعب كرة قدم فرنسي.

### يونيو
- 13 يونيو – أرماند برنارد (مواليد 1893) ممثل فرنسي.

### أغسطس
- 10 أغسطس – غابرييل هانوت (مواليد 1889) لاعب كرة قدم.
- 14 أغسطس – مارسيل ثيل (مواليد 1904) ملاكم فرنسي.

### سبتمبر
- 17 سبتمبر – أرماند بلانتشونيت (مواليد 1903) دراج فرنسي.

### أكتوبر
- 2 أكتوبر – مارسيل دوشامب (مواليد 1887)
- 4 أكتوبر – فرانسيس بيدل (مواليد 1886)
- 26 أكتوبر – جان هيبوليت (مواليد 1907) فيلسوف فرنسي.